# Hojo Ujinao

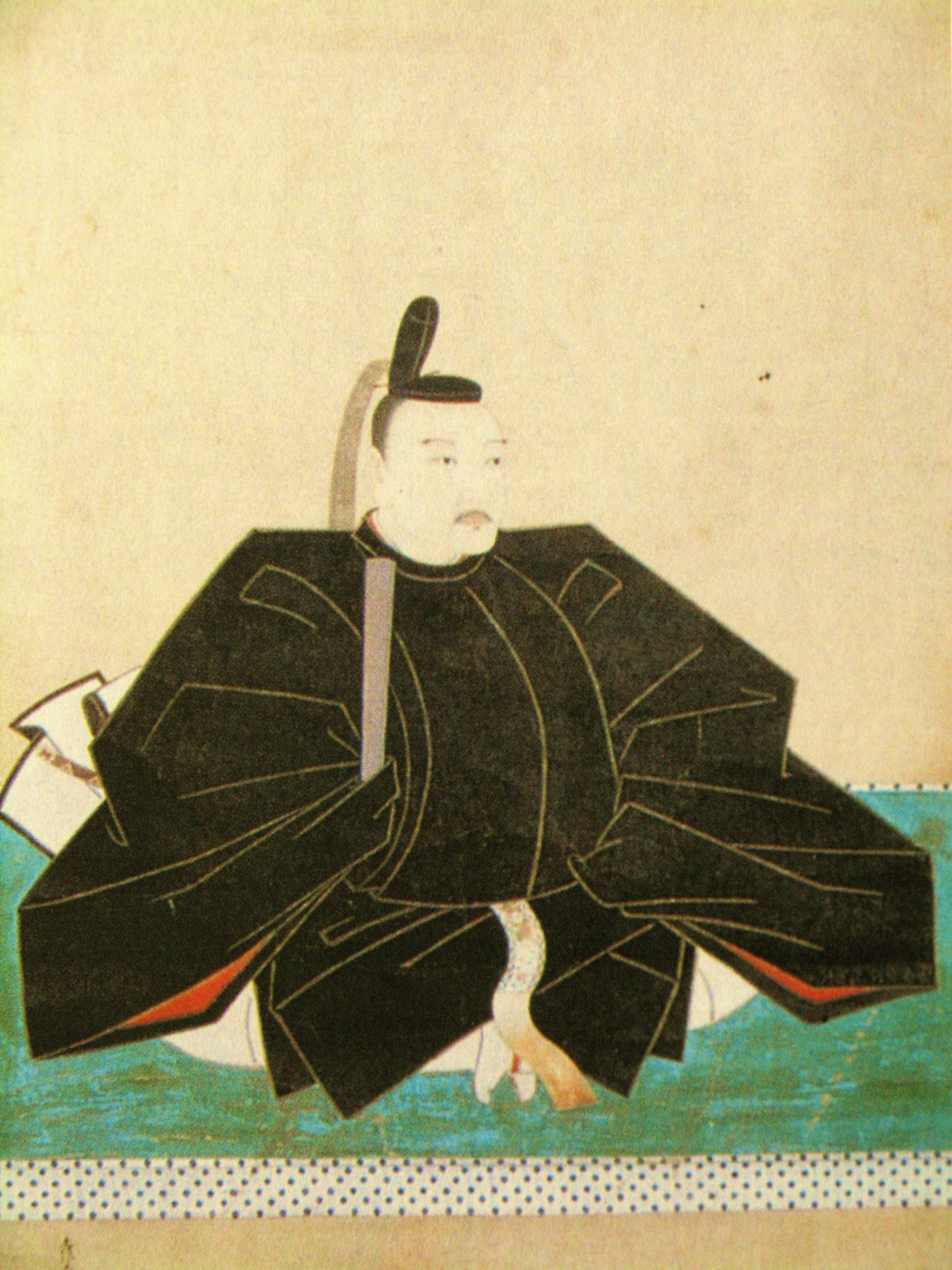

Hojo Ujinao (北条氏直; Odawara, 1562 - Koyasan, 19 december 1591) was een daimyo tijdens de Japanse Sengoku-periode en het vijfde en laatste hoofd van de late Hojo-clan. Hij verloor zijn bezittingen na het beleg van Odaware in 1590, maar overleefde de slag wel. Zijn familie zou verder leven als kleine daimyo tot in de Edoperiode.
Ujinao werd geboren te kasteel Odawara in 1562, als zoon van Hojo Ujiyasu, en heette toen Hojo Kuniomaru. Zijn moeder was een dochter van Takeda Shingen. Toen hij de volwassen leeftijd had bereikt in 1577, nam hij de formele naam Ujinao aan. Ujinao trouwde met Toku Hime, de tweede dochter van Tokugawa Ieyasu, wat een conditie was voor vrede tussen de twee clans. Ujinao hield een 5de graads junior rang aan het hof, lagere graad (ju-go-i-ge) en de titel Sakyo-dayu. In 1590, viel de Hojo thuisbasis Odawara tijdens een beleg door troepen van Toyotomi Hideyoshi; zijn vader en oom werden gedwongen seppuku te plegen, maar Ujinao werd gespaard omdat hij een schoonzoon was van Tokugawa Ieyasu. Hij werd samen met zijn vrouw verbannen naar de berg Koyasan waar hij het jaar daarop zou sterven. 
Zijn geadopteerde zoon, Hojo Ujimori, was de eerste daimyo van Sayama-han (provincie Kawachi, 10.000 koku).